# Storia Universale Feltrinelli
La Storia Universale Feltrinelli è stata un'opera e collana a sé stampata dalla Giangiacomo Feltrinelli Editore dal  1967 al 1971, con l'ultimo volume uscito nel 1978 e un paio annunciati e mai completati. I volumi, direttamente in formato tascabile di circa 12 x 19 cm., potevano essere d'autore unico o collettanei di articoli diversi (alla fine circa 80 collaboratori). Dopo le Note, seguiva Bibliografia e Appendice statistica. Chiudeva ogni volume l'Indice analitico. Le copertine erano disegnate dal grafico Silvio Coppola.
In qualche modo l'opera si presentava nuova, perché pur non trascurando l'aspetto cronologico della storia e dei suoi eventi, prendeva in esame l'aspetto culturale, economico e sociale. Pur essendo, specialmente nei dati statistici, una collana superata, tuttavia resta un riferimento importante per le ricerche storiche anche nei decenni successivi.
I traduttori dell'opera, laddove per lo più basata su ricerche dal tedesco, inglese e francese, furono Heidi Ascheri, Maria Attardo Magrini, Piero Bernardini Marzolla, Letizia Berrini, Aldo e Fernanda Comba, Lidia Crescini, Vittorio Di Giuro, Laura Ingrao, Roberto Isenburg, Maria Teresa Rubin de Cervin, Libero Sosio, Elena Vaccari Spagnol, Piero Stoduti, Enzo Turbiani, Salvatore Villari. Il grosso degli scritti proveniva infatti dall'opera Fischer Weltgeschichte (1967-81), pubblicata presso l'editore tedesco Gottfried Bermann Fischer.

## Volumi
- 1. Preistoria, a cura di Marie-Henriette Alimen e Marie-Joseph Steve (1967, 438 pp.)
- 2. Gli imperi dell'antico oriente I, dalla preistoria alla metà del II millennio, a cura di Elena Cassin, Jean Bottéro e Jean Vercoutter (1968, 407 pp.)
- 3. Gli imperi dell'antico oriente II, la fine del II millennio a.C., a cura di Elena Cassin, Jean Bottéro e Jean Vercoutter (1968, 373 pp.)
- 4. Gli imperi dell'antico oriente III, La prima metà del I millennio a.C., a cura di Elena Cassin, Jean Bottéro e Jean Vercoutter (1969, 395 pp.)
- 5. Greci e Persiani, a cura di Hermann Bengtson (1967, 405 pp.)
- 6. L'Ellenismo e l'ascesa di Roma, a cura di Pierre Grimal (1967, 413 pp.)
- 7. La formazione dell'Impero romano, a cura di Pierre Grimal (1967, 387 pp.)
- 8. L'Impero romano e i popoli limitrofi, a cura di Fergus Millar (1968, 389 pp.)
- 9. Il mondo mediterraneo tra l'Antichità e il Medioevo, di Franz Georg Maier (1970, 439 pp.)
- 10. L'Alto Medioevo, di Jan Dhondt (1970, 463 pp.)
- 11. Il Basso Medioevo, di Jacques Le Goff (1967, 382 pp.)
- 12. Alle origini del mondo moderno, 1350-1550, di Ruggiero Romano e Alberto Tenenti (1967, 357 pp.)
- 13. L'Impero bizantino, di Franz Georg Maier (1974, 509 pp.)
- 14. L'Islamismo I, dalle origini all'inizio dell'Impero ottomano, di Claude Cahen (1969, 371 pp.)
- 15. L'Islamismo II, dalla caduta di Costantinopoli ai nostri giorni, a cura di Gustave E. von Grunebaum (1972, 523 pp.)
- 16. Asia centrale, a cura di Gavin Hambly (1970, 363 pp.)
- 17. India: dalla civiltà dell'Indo fino all'inizio del dominio inglese, di Ainslie T. Embree e Friedrich Wilhelm (1968, 381 pp.)
- 18. L'Asia sud-orientale prima del periodo coloniale, di John Villiers (1968, 363 pp.)
- 19. L'Impero cinese, di Herbert Franke e Rolf Trauzettel (1969, 415 pp.)
- 20. L'Impero giapponese, di John Whitney Hall (1969, 398 pp.)
- 21. America precolombiana, di Laurette Séjourné (1971, 350 pp.)
- 22. America centrale e meridionale I, la colonizzazione ispano-portoghese, di Richard Konetzke (1968, 385 pp.)
- 23. America centrale e meridionale II, dall'indipendenza alla crisi attuale, di Gustavo Beyhau (1968, 341 pp.)
- 24. Il periodo delle guerre di religione, 1550-1648, a cura di Richard van Dülmen (annunciato)
- 25. Illuminismo e assolutismo, 1648-1780, a cura di Richard van Dülmen (annunciato)
- 26. L'età della Rivoluzione europea, 1780-1848, di Louis Bergeron, François Furet e Reinhart Koselleck (1970, 383 pp.)
- 27. L'età della borghesia, di Guy Palmade (1975, 388 pp.)
- 28. L'età dell'Imperialismo, 1885-1918, di Wolfgang J. Mommsen (1970, 429 pp.)
- 29. Gli imperi coloniali del XVIII secolo, di David K. Fieldhouse (1967, 339 pp.)
- 30. Gli Stati Uniti d'America, a cura di Willi Paul Adams (1978, 582 pp.)
- 31. Russia, di Carsten Goehrke, Peter Scheibert, Manfred Hellmann e Richard Lorenz (1973, 438 pp.)
- 32. Africa, dalla preistoria agli Stati attuali, di Pierre Bertaux (1968, 423 pp.)
- 33. L'Asia moderna, a cura di Lucien Bianco (1971, 397 pp.)
- 34. Il XX secolo I, 1918-1945, di Robert Alexander Parker (1969, 413 pp.)
- 35. Il XX secolo II, 1945-1965, di Robert Alexander Parker (1969, 409 pp.)
- 36. Il XX secolo III, tensioni e conflitti nel mondo contemporaneo, a cura di Wolfgang Benz e Hermann Graml (1983, 2 voll., 585 pp. complessive)
- 37. Datario (annunciato)